# Jesús H. Salgado
El general Jesús H. Salgado fue un militar mexicano que participó en la Revolución mexicana.

## Maderismo
Nació en la Los Sauces, distrito de Teloloapan, Guerrero, el 5 de febrero de 1873. Fue miembro de una familia de clase típica media del lugar en donde vivía, dedicándose al comercio y al transporte de mercancías en el pueblo de Balsas. En marzo de 1911 se incorporó a la lucha maderista en Apaxtla, Guerrero. Organizó un grupo de hombres de la región y participó con ellos en la toma de Iguala. 

## Zapatismo
Al triunfo de Francisco I. Madero resintió el apoyo que éste dio a Ambrosio Figueroa Mata, por lo que se levantó en armas en agosto de 1911, y tras un corto periodo de lucha se hizo vazquista. Al proclamarse el Plan de Ayala, Salgado se unió al movimiento zapatista, operando en su región, desde Balsas hasta Tlapa y desde Copalillo hasta San Marcos, en Guerrero. Por sus acciones en combate obtuvo rápidamente el grado de general de división. Permaneció en armas contra Victoriano Huerta en la misma región, y entre febrero y marzo de 1914 participó en el sitio y toma de Chilpancingo, siendo uno de los principales jefes durante el ataque. Después de esa acción de armas asistió a una junta en el Cuartel zapatista de Tixtla, donde, de acuerdo al artículo 13 del Plan de Ayala se eligió al general Salgado como gobernador provisional de Guerrero, asumiendo el cargo el 28 de marzo de 1914. Casi como única medida purgó y reorganizó la burocracia, pues muy pronto encomendó el cargo a subordinados que le eran de su confianza con el fin de que él reanudara sus actividades militares. En total participó en casi cien combates contra los huertistas. 

## Muerte
Se mantuvo siempre fiel a la causa zapatista, hasta que murió en un combate en la barranca de Los Encuerados, entre Técpan de Galeana y Petatlán, en la Sierra Madre del Sur en 1919.